# شافي
شافي (بالتيلوغوية: షఫీ)‏ هو ممثل هندي، ولد في 1980 في الهند.

## أعمال

### أفلام
- (2012) جولاي

## وصلات خارجية
- شافي على موقع IMDb (الإنجليزية)
- شافي على موقع أول موفي (الإنجليزية)
- شافي على موقع قاعدة بيانات الفيلم (الإنجليزية)
- شافي على موقع كينوبويسك (الروسية)